# Masakra w Rosewood

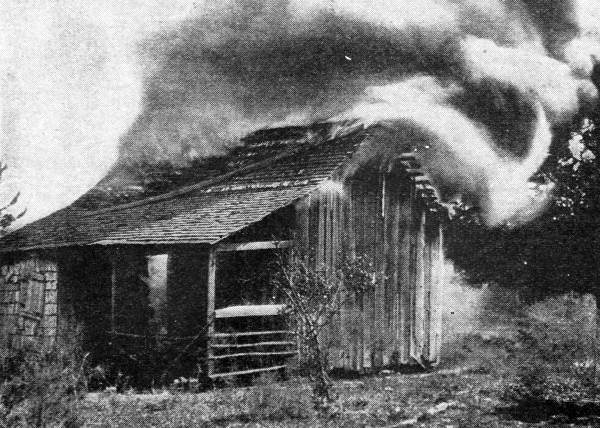
Płonący dom w Rosewood

Masakra w Rosewood była motywowanym rasowo zniszczeniem miasteczka Rosewood i prześladowaniem jego czarnoskórych mieszkańców w pierwszym tygodniu stycznia 1923 roku w wiejskim hrabstwie Levy na Florydzie (USA). Tego dnia miasto Rosewood zostało zniszczone w wyniku zamieszek na tle rasowym, podczas których co najmniej sześciu czarnych i dwóch białych zostało zabitych; istnieją jednak teorie, że liczba ofiar mogła być nawet kilkukrotnie wyższa.
Przed masakrą miasto Rosewood było cichym przystankiem na linii kolejowej Seaboard Air Line. Zamieszki zaczęły się, gdy biali mężczyźni z kilku pobliskich miast zlinczowali czarnego mieszkańca Rosewood z powodu oskarżeń, że biała kobieta w pobliskim Sumner została napadnięta przez czarnego włóczęgę. Tłum składający się z kilkuset białych mieszkańców przeczesywał okolicę polując na czarnych, równocześnie spalono prawie każdą budowlę w Rosewood. Ocalali z miasteczka przez kilka dni ukrywali się na pobliskich bagnach, dopóki nie zostali ewakuowani do większych miast. Nie dokonano żadnych aresztowań za to, co wydarzyło się w Rosewood. Miasto zostało opuszczone przez większość dawnych mieszkańców; z których większość nie dostała żadnego odszkodowania.
Zamieszki w Rosewood nie doczekały się znaczącego oddźwięku w mediach z tego okresu. Ocalali, ich potomkowie i sprawcy milczeli na temat Rosewood przez dziesięciolecia. Sześćdziesiąt lat po zamieszkach, na początku lat 80., historia Rosewood została przypomniana  w amerykańskich mediach. Ocalali i ich potomkowie zorganizowali się, by pozwać państwo za to, że nie udało się ochronić czarnej społeczności Rosewood. W 1993 r. władze stanu Floryda zleciły sporządzenie raportu z tego incydentu. W wyniku ustaleń Floryda stała się pierwszym stanem USA, który zrekompensował ocalałym i ich potomkom szkody poniesione z powodu przemocy na tle rasowym. Incydent był tematem filmu fabularnego Rosewood w ogniu z 1997 roku w reżyserii Johna Singletona.